# 東光寺 (愛知県東郷町)
東光寺（とうこうじ）は、愛知県愛知郡東郷町春木にある浄土宗西山禅林寺派の寺院。山号は医王山。

## 歴史
天正14年（1586年）、元薬師と呼ばれる塚から春日社境内だった現在地に移転したとされる。
1916年（大正5年）、堂宮大工の小野田又蔵によって本堂が再建された。なお、『東郷町誌 第2巻』は本堂の再建年を1920年（大正9年）としている。1923年（大正12年）には玄関と庫裏が、1924年（大正13年）には書院が、1925年（大正14年）には行者堂が再建された。

## 境内
- 本堂 - 薬師如来（秘仏）を祀る。

## 文化財

### 町指定文化財
- クロガネモチ - 1979年（昭和54年）5月21日、東郷町指定文化財（天然記念物）に指定された[4]。推定樹齢は300年超[2]。